# Graz Giants

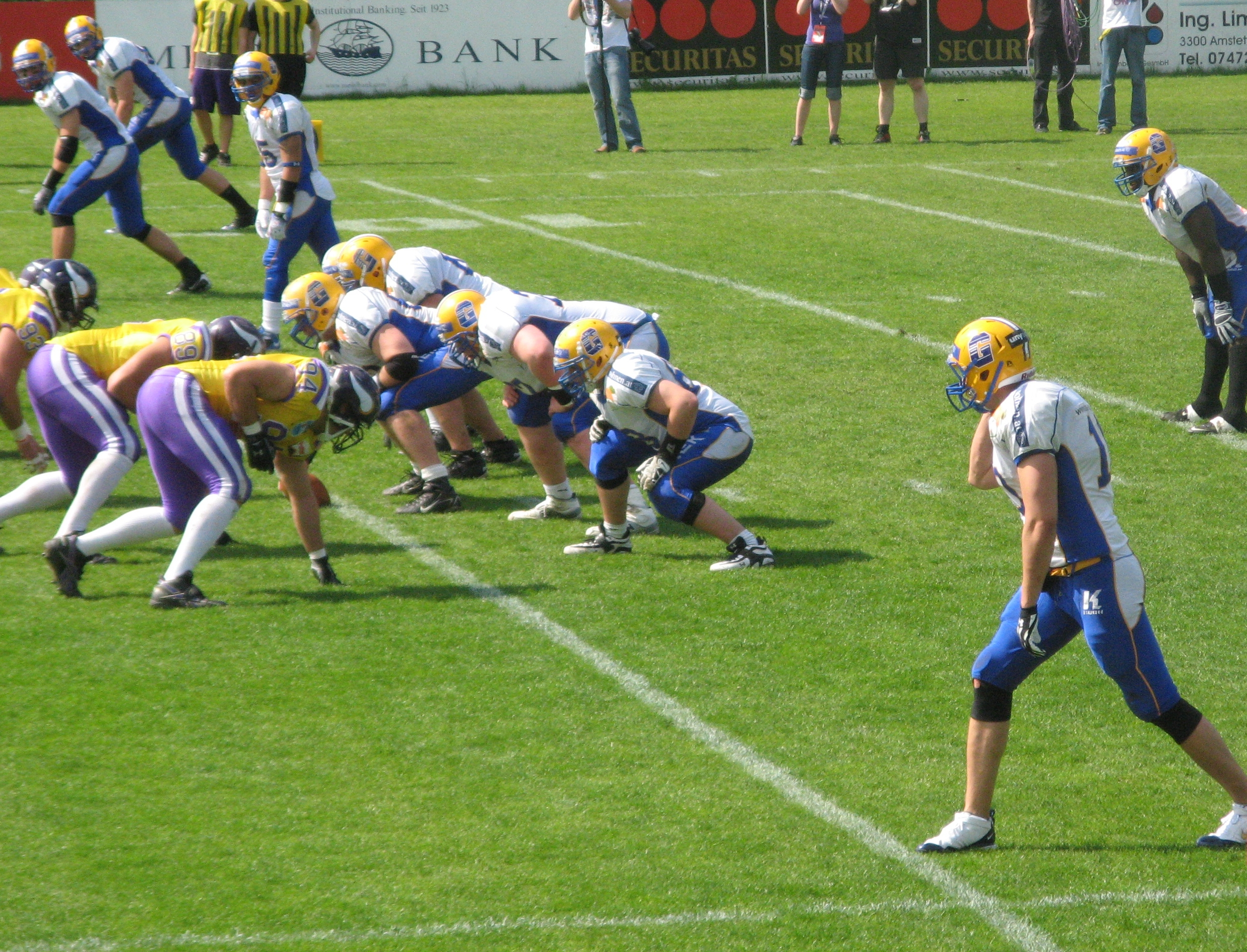
Turek Graz Giants gegen Raiffeisen Vikings Vienna im Casino-Stadion Hohe Warte (2010)

Die Graz Giants sind ein American-Football-Team aus der steirischen Landeshauptstadt Graz in Österreich. Die Mannschaft spielt im ASKÖ-Stadion Graz-Eggenberg und trägt die Vereinsfarben Blau und Gold.

## Geschichte
Angeregt durch eine Jugendsendung im März 1981, in der das erste österreichische Footballteam, die Vienna Ramblocks, vorgestellt wurde, beschloss Stefan Herdey ein Team zu gründen. Auf ein Zeitungsinserat in einer Lokalzeitung meldeten sich etwa ein Dutzend Interessenten, welche das 1. Grazer Football-Team gründeten, woraus später die Graz Giants hervorgingen. Die Giants waren Teil des ersten Spiels zwischen zwei österreichischen Mannschaften, in dem sie mit 0:44 gegen die Ramblocks verloren. Mit der Auflösung der Ramblocks wurden die Giants zum ältesten noch bestehenden Footballteam Österreichs.

### Erfolge

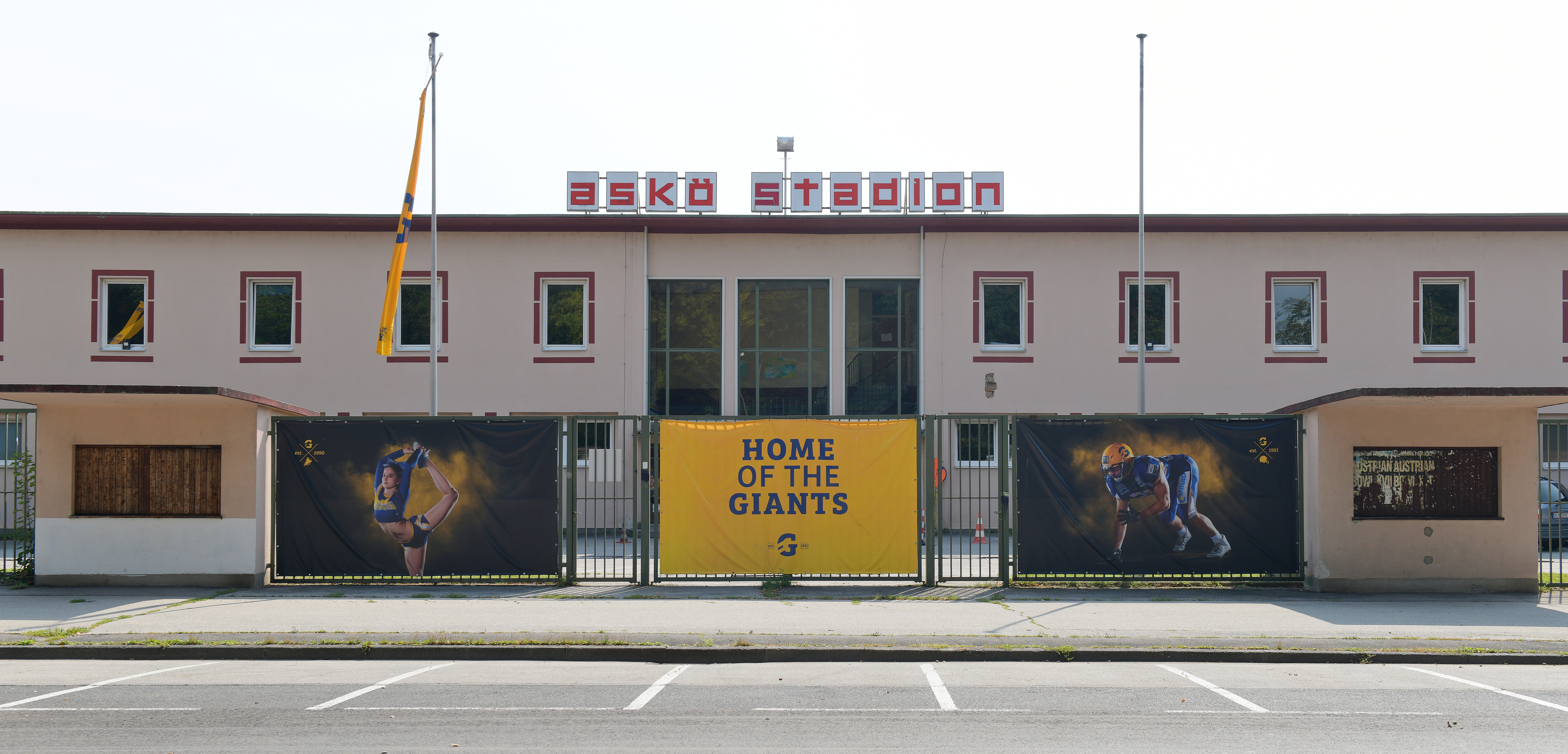
Eingangsbereich zum Heimstadion der Graz Giants

Die Graz Giants sind zehnfacher Österreichischer Meister und haben seit ihrem Bestehen erst einmal den Einzug ins Halbfinale verpasst. In der Saison 2002 gewannen die Giants den EFAF Cup, was den Club zum ersten Europacupsieger in der österreichischen Football-Geschichte machte. Dieser Erfolg konnte im Jahr 2006 mit einem 37:20 gegen Eidsvoll 1814s aus Norwegen wiederholt werden. Im Jahr 2007 konnte man sich im ersten rein österreichischen EFAF-Cup-Finale gegen die Blue Devils aus Hohenems mit einem 28:26-Sieg als erste Mannschaft überhaupt zum dritten Mal den EFAF Cup holen. Im selben Jahr wurden die Giants österreichischer Vizemeister, da sie in der Austrian Bowl XXIII gegen die Vienna Vikings 42:14 geschlagen wurden.
2008 konnte der österreichische Meistertitel in der Austrian Bowl XXIV überraschend gesichert werden, als die Graz Giants gegen die favorisierten Swarco Raiders Tirol mit 31:21 gewannen.
2009 gingen die Giants als Meisterschaftsfavoriten in die Saison, dessen Grunddurchgang sie als zweitbeste Mannschaft, hinter den Raiders, abschließen konnten. In den Play-offs besiegten sie zunächst im Halbfinale die Danube Dragons mit 35:28, ehe sie in der Austrian Bowl XXV überraschend gegen die Vienna Vikings 19:22 verloren hatten. In der EFL konnte der Aufstieg in den Eurobowl XXIII nicht geschafft werden, da die Giants knapp gegen La Courneuve Flash aus Frankreich mit 33:35 unterlegen waren.
In den Jahren 2010 bis 2013 belegten die Giants nach dem Grunddurchgang jeweils den dritten Platz der AFL. Die damit erreichten Halbfinale wurden 2010 nach Overtime gegen die Swarco Raiders Tirol, 2011 gegen die Raiffeisen Vikings Vienna sowie 2012 und 2013 erneut gegen die Swaro Raiders Tirol verloren und der Einzug in die Austrian Bowl jeweils verpasst.
2016 schafften sie wieder den Einzug in die Austrian Bowl XXXII, mussten sich dann jedoch den Swarco Raiders Tirol im Klagenfurter Wörthersee Stadion geschlagen geben.
Am 3. Juli 2016 gewannen die Giants die Central European Football League (CEFL) mit einem 52:49-Finalsieg gegen die Belgrade Vukovi. Dies blieb ihr bislang letzter Titel.
2024 wurden die Graz Giants trotz Scheitern im Playoff österreichischer Vizestaatsmeister, da die Prague Black Panthers (Tschechien) die Austrian Bowl gegen die Vienna Vikings gewannen und das tschechische Team keinen österreichischen Staatsmeistertitel erlangen können.

## Teams
Neben der in der AFL spielenden Kampfmannschaft gibt es noch die:
- Nachwuchsmannschaften: U18, U16, U14 Tackle und U13, U11 und U9 Flag, sowie eine Ladies Flag Team
- bis 2019: Graz Giants Team Division II (Austrian Football Division II)
- bis 2019: Ladies

## Cheersport & Performance Cheersport
Durch die zunehmende Popularität der Graz Giants hat sich auch der Cheerleading-Bereich im Lauf der Jahre stark vergrößert. Momentan gibt es drei Teams, die regelmäßig zusammenkommen, um zu trainieren und ihre sportlichen Fähigkeiten zu verbessern. 
Aktuell gibt es bei den Graz Giants drei verschiedene Cheersportteams:
- Shooting Stars (Cheersport)
- Twinkles (Cheersport)
- Shining Lights (Performance Cheersport)